# محرف الهروب
في الحوسبة والاتصالات عن بعد، فإن محرف الهروب (بالإنجليزية: Escape character)‏ هو محرف يستدعي تفسيرًا بديلًا عن المحارف اللاحقة في تسلسل المحارف. محرف الهروب هو حالة معينة من المحارف الأولية. بشكل عام، يعتمد الحكم على ما إذا كان شيء ما محرف الهروب أم لا على السياق.

## تعريف
قد لا يكون لمحرف الهروب معناها الخاص، لذا فإن جميع تسلسلات الهروب تتكون من شخصين أو أكثر.
تعد محارف الهروب جزءًا من بنى الجمل في العديد من لغات البرمجة وتنسيقات البيانات وبروتوكولات الاتصال. بالنسبة لأبجدية معينة، فإن الغرض من محرف الهروب هو بدء تسلسل المحارف (لذلك تسمى تسلسلات الهروب)، والتي يجب تفسيرها بشكل مختلف عن نفس المحارف التي تحدث بدون محرف الهروب المسبق.
هناك عادة وظيفتان لتسلسل الهروب. الأول هو ترميز كيان نحوي، مثل أوامر الجهاز أو البيانات الخاصة، التي لا يمكن تمثيلها مباشرة بالأبجدية. الاستخدام الثاني، المشار إليه باسم اقتباس الرموز، هو تمثيل الرموز، التي لا يمكن كتابتها في السياق الحالي، أو سيكون لها تفسير غير مرغوب فيه. في الحالة الأخيرة، فإن تسلسل الهروب هو رسم بياني يتكون من محرف الهروب نفسه ومحرف «مقتبس».

### محرف التحكم
بشكل عام، محرف الهروب ليس حالة معينة من محارف التحكم (الجهاز)، ولا العكس. إذا قمنا بتعريف محارف التحكم على أنها غير رسومية، أو على أنها ذات معنى خاص لجهاز الإخراج (مثل الطابعة أو الطرفية النصية)، فإن أي محرف الهروب لهذا الجهاز هو عنصر تحكم. ولكن محارف الهروب المستخدمة في البرمجة (مثل الشرطة المائلة للخلف، "\") هي رسوم بيانية، وبالتالي فهي ليست محارف تحكم. وبالعكس، فإن معظم (وليس كل) «محارف التحكم» أسكي لها بعض وظائف التحكم بشكل منفصل، وبالتالي فهي ليست محارف الهروب.
في العديد من لغات البرمجة، يشكل محرف الهروب أيضًا بعض تسلسلات الهروب التي يشار إليها باسم محارف التحكم. على سبيل المثال، يحتوي فاصل الأسطر على تسلسل هروب \n .

## أمثلة

### جافا سكريبت
تستخدم جافا سكريبت \ (الشرطة المائلة للخلف) كمحرف هروب لـ:  
- \' اقتباس مفرد
- \" اقتباس مزدوج
- \\ شرطة مائلة للخلف
- \n سطر جديد
- \r محرف الإرجاع
- \t علامة التبويب
- \b مسافة للخلف
- \f تغذية النموذج
- \v علامة تبويب عمودية (يعامل إنترنت إكسبلورر 9 والإصدارات الأقدم '\v كـ 'v بدلاً من علامة تبويب عمودية ('\x0B). إذا كان التوافق عبر المستعرض مصدر قلق، فاستخدم \x0B بدلاً من \v .)
- \0 محرف فارغ (U + 0000 NULL) (فقط إذا لم يكن المحرف التالي رقمًا عشريًا، وإلا فهو تسلسل هروب ثماني)
- \xFF محرف يمثله البايت الست عشري "FF"

لاحظ أن هروب \v و \0 غير مسموح به في سلاسل جسون.

## الروابط الخارجية
- أن شخصية ESCAPE القوية - المفتاح والتسلسل - بوب بيمر